# Comté de Noosa
Le comté de Noosa (en anglais : Shire of Noosa) est une zone d'administration locale située dans le Queensland en Australie, dont le siège est Tewantin.

## Géographie
Le comté s'étend sur 830 km2 dans le sud-est du Queensland.
On a l'habitude de regrouper un ensemble de zones résidentielles comme formant la ville de Noosa quoique, officiellement, cette ville n'existe pas. Ces zones sont :
- Castaways Beach ;
- Noosa Heads ;
- Noosaville ;
- Sunshine Beach ;
- Sunrise Beach ;
- Tewantin.

Les autres zones faisant partie du comté de Noosa sont :
Région côtière
- Great Sandy National Park ;
- Marcus Beach ;
- Noosa National Park ;
- Noosa North Shore
- Peregian Beach * ;
- Teewah ;

Intérieur
- Boreen Point (en) ;
- Black Mountain (en) ;
- Cooran (en) ;
- Cooroibah (en) ;
- Cooroy (en) ;
- Cooroy Mountain (en) ;
- Cootharaba (en) ;
- Doonan (en) * ;
- Federal (en) ;
- Kin Kin (en) ;
- Lake Macdonald (en) ;
- Pinbarren (en) ;
- Pomona (en) ;
- Ridgewood (en) ;
- Ringtail Creek (en) ;
- Tinbeerwah (en).

* Partagé avec la région de la Sunshine Coast

## Histoire
Son nom est d'origine aborigène et veut dire « ombre » ou « endroit ombragé ».
Le comté est créé le 11 mai 1910 et son siège est établi à Pomona, avant d'être transféré à Tewantin en décembre 1980.
Le 15 mars 2008, le comté est supprimé et fusionné avec celui de Maroochy et la ville de Caloundra pour former la région de la Sunshine Coast. En mars 2013, le conseil de la région vote la séparation de Noosa qui redevient un comté à part entière le 1er janvier 2014.

## Démographie
| 2001   | 2006   | 2016   | 2021   |
| ------ | ------ | ------ | ------ |
| 45 451 | 45 831 | 52 149 | 56 298 |

## Politique et administration
Le conseil comprend le maire et six autres membres, élus pour un mandat de quatre ans. Les dernières élections ont eu lieu le 28 mars 2020.

### Liste des maires
| Période                                  | Période  | Identité        | Étiquette | Qualité |
| ---------------------------------------- | -------- | --------------- | --------- | ------- |
| Les données manquantes sont à compléter. |          |                 |           |         |
| 2014                                     | 2016     | Noel Playford   |           |         |
| 2016                                     | 2020     | Tony Wellington |           |         |
| avril 2020                               | en cours | Clare Stewart   | LNP       |         |

La zone est rattachée à la circonscription de Wide Bay pour les élections fédérales et à celle de Noosa pour les élections à l'Assemblée législative du Queensland.